# Bice Lombardini
Bice Lombardini (Venezia, XIX secolo – XX secolo) è stata una pittrice italiana.

## Biografia
Si hanno poche informazioni, quello che si sa è che sia nata a Venezia nella seconda metà del XIX esimo secolo.

## Opere
Bice Lombardini è l'autrice, nel 1891, di un ritratto di Emma Zilli, l'interprete del ruolo di Alice Ford nell'opera Falstaff di Verdi, offerto al soprano durante un concerto tenuto a Udine. Ha esposto Interno della chiesa di San-Marco alla Prima Biennale di Venezia del 1895. 
Probabilmente dopo la morte del compositore nel 1901, ha dipinto - sulla base di una serie di scatti realizzati dal fotografo ligure Pietro Tempestini durante il soggiorno del musicista a Montecatini Terme nel 1899 - il ritratto di Giuseppe Verdi, scelto dal Museo nazionale del Risorgimento italiano di Torino per illustrare le grandi figure intellettuali dell'unificazione italiana e conservato dal museo degli strumenti musicali del conservatorio nello stesso palazzo.